# Ostbahnbrücke

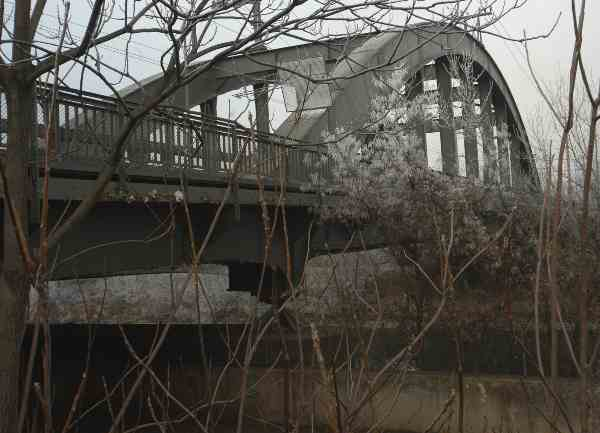
Die Ostbahnbrücke über den Donaukanal

Die Ostbahnbrücke ist eine Eisenbahnbrücke, die den Donaukanal in Wien überquert und die Bezirke Simmering und Leopoldstadt verbindet.

## Lage
Die Ostbahnbrücke befindet sich in der Nähe des Simmeringer E-Werks und des Simmeringer Gaswerks.

## Geschichte

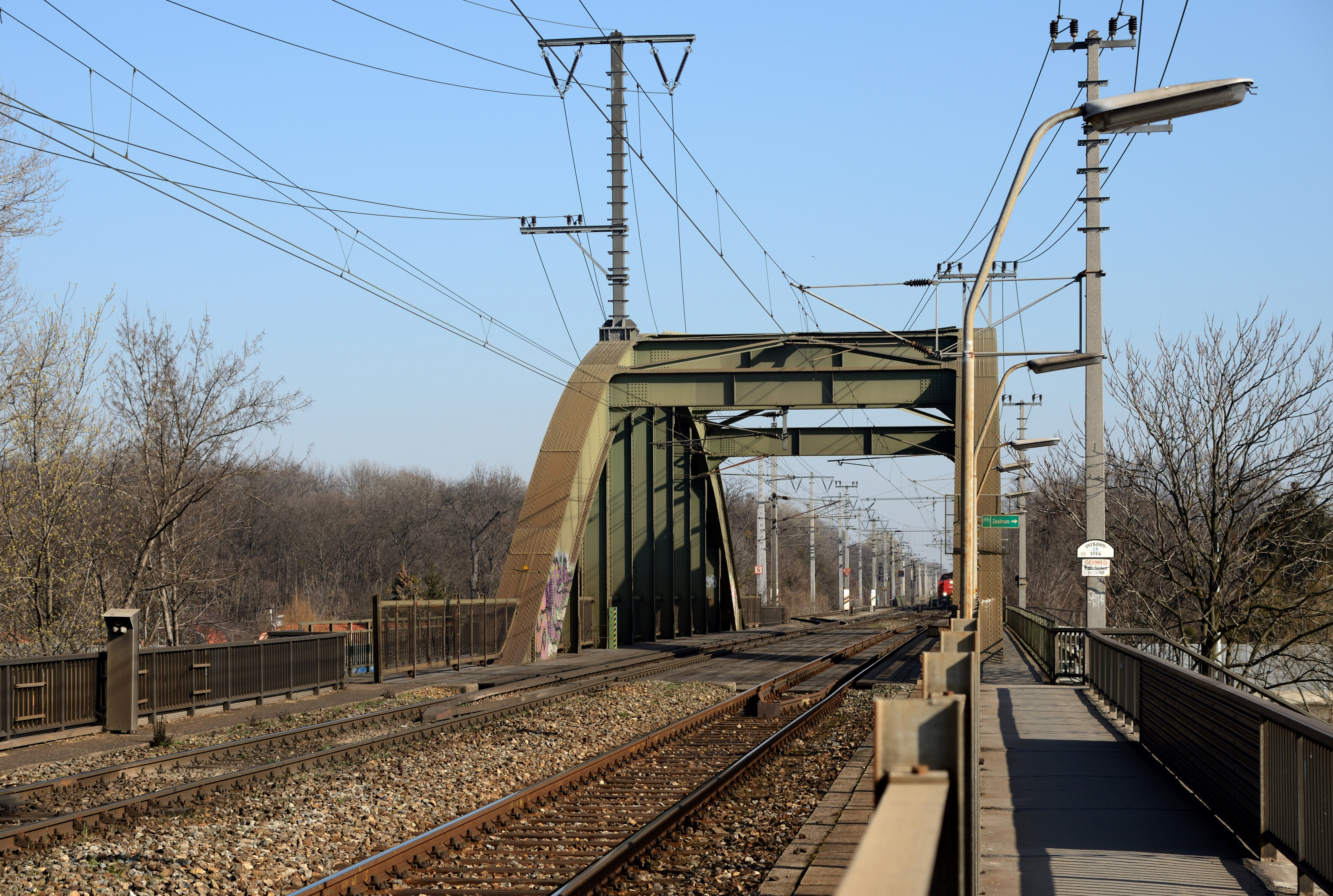
Ostbahnbrücke und Steg an der Ostbahnbrücke (2014)

### 1870–1939
Im Jahr 1870 erbaute die Duisburger Firma Harkort unter der Leitung von Johann Caspar Harkort VI. (1817–1896) die von Anton Battig und August Köstlin entworfene Brücke. Sie wurde als zweigleisige Fachwerksbrücke errichtet.

### 1939–1945
1939 wurde die Ostbahnbrücke durch die nationalsozialistischen Machthaber umgebaut, um sie an die gestiegene Belastung durch höheres Frachtgewicht anzupassen. Vermutlich spielte dabei auch der kommende Krieg mit seinem erhöhten Frachtaufkommen durch die Nachschubtransporte eine Rolle. Im April 1945 wurde sie während der Schlacht um Wien gesprengt.

### 1946– heute
Die Ostbahnbrücke wurde 1946 wieder aufgebaut. Nicht bekannt ist, ob der an der Ostbahn befindliche schmale „Steg an der Ostbahnbrücke“ schon früher bestand. In der Monografie „Querungen – Brücken-Stadt-Wien“ wird er jedenfalls als eigenständige Brücke (Objekt-Nummer 0207 0), die unter der Aufsicht der Magistratsabteilung 29 (Brückenbau – Grundbau) steht, geführt.